# Idaea epaphrodita
Idaea epaphrodita är en fjärilsart som beskrevs av Eugen Wehrli 1934. Idaea epaphrodita ingår i släktet Idaea och familjen mätare. Inga underarter finns listade i Catalogue of Life.